# Lupé
Lupé település Franciaországban, Loire megyében. Lakosainak száma 307 fő (2022. január 1.). Lupé Bessey, Maclas és Malleval községekkel határos.

## Népesség
A település népességének változása:
| Lakosok száma | 161  | 168  | 208  | 302  | 318  | 312  | 307  | 296  | 299  | 307  |
|               | 1968 | 1982 | 1990 | 2006 | 2013 | 2015 | 2017 | 2019 | 2020 | 2022 |